# Bab's Diary
Pour plus de détails, voir Fiche technique et Distribution.
Bab's Diary est un film muet américain réalisé par J. Searle Dawley et sorti en 1917.
Ce film est le premier volet d'une trilogie tournée par J. Searle Dawley au cours de l'année 1917, qui s'est poursuivie avec Bab's Burglar (sorti le 28 octobre) et Bab's Matinee Idol (sorti le 26 novembre). Les trois films sont considérés comme perdus.

## Fiche technique
- Titre : Bab's Diary
- Réalisation : J. Searle Dawley
- Scénario : Martha D. Foster et Margaret Turnbull, d'après un roman de Mary Roberts Rinehart
- Photographie : Lewis W. Physioc
- Montage :
- Producteur :
- Société de production : Famous Players Film Company
- Société de distribution : Paramount Pictures
- Pays d'origine :  États-Unis
- Langue : film muet avec les intertitres en anglais
- Format : Noir et blanc — 35 mm — 1,33:1 — Muet
- Genre : Comédie
- Durée :
- Date de sortie :
  - États-Unis : 7 octobre 1917

## Distribution

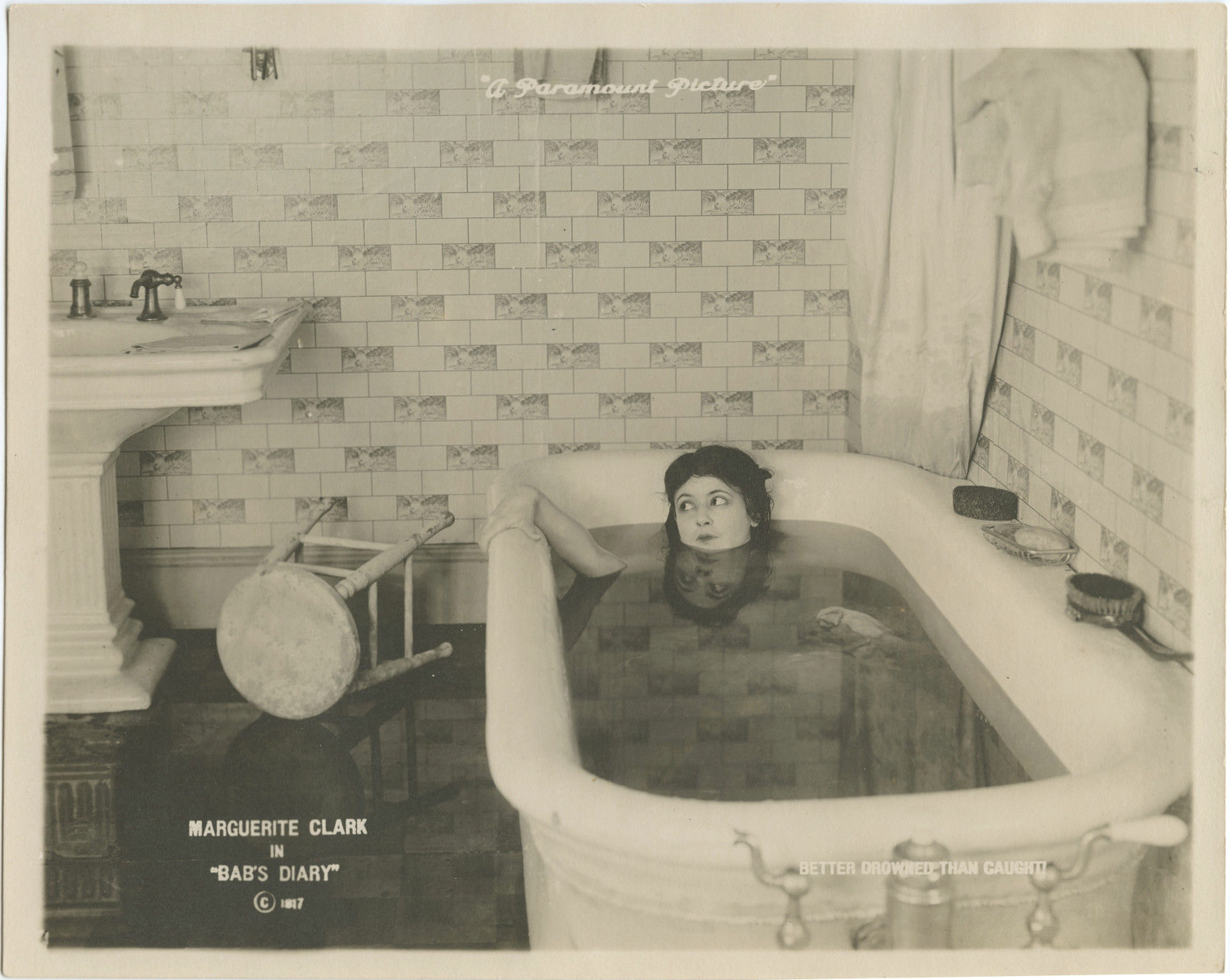
Marguerite Clark dans une scène du film.

- Marguerite Clark : Bab Archibald
- Nigel Barrie : Carter Brooks
- Leone Morgan : Jane Gray
- Frank Losee : Mr. Archibald
- Isabel O'Madigan : Mrs. Archibald
- Richard Barthelmess : Tommy Gray
- Helen Greene : Leila Archibald
- Guy Coombs : Harry
- John B. O'Brien : Harold Valentine
- George Odell : le majordome